# ألكساندر تشيرنويفانوف
ألكساندر تشيرنويفانوف (الروسية: Черноиванов, Александр Петрович) مواليد 13 فبراير 1979 في كراسنودار، هو لاعب كرة يد روسي يلعب كمحور. يلعب حاليا مع نادي تشيخوف لكرة اليد ويحمل الرقم 10. مثل منتخب روسيا لكرة اليد. شارك في دورة الألعاب الأولمبية الصيفية سنة 2008.

## سجل المنافسة
شارك في البطولات التالية:
- بطولة أوروبا لكرة اليد للرجال 2012
- بطولة أوروبا لكرة اليد للرجال 2016

## روابط خارجية
- ألكساندر تشيرنويفانوف على موقع الاتحاد الأوروبي لكرة اليد (الإنجليزية)
- ألكساندر تشيرنويفانوف على موقع اللجنة الأولمبية الدولية (الإنجليزية)
- ألكساندر تشيرنويفانوف على موقع أوليمبيديا (الإنجليزية)